# Live at Easy Street
Live at Easy Street - четвертий концертний альбом американської групи Pearl Jam, який вийшов 20 червня 2006 року. Його записали під час концерту у Сієтлі.

## Треклист
1. Intro – 0:25
2. 1/2 Full – 4:55
3. Lukin – 1:00
4. American in Me – 2:04
5. Save You – 3:43
6. Bleed for Me – 4:12
7. The New World – 3:56
8. Porch – 7:16